# تعلم ذو معنى
التعلم ذو المعنى في نظرية اوزوبل:
كانت الفكرة الأساسية في نظرية اوزوبل هي التعلم ذو المعنى والذي يحدث عندما ترتبط المعلومات الجديدة بوعي وإدراك من المتعلم بالمعلومات الموجودة لديه فعلا في بنيته المعرفية، أي أن التعلم لا يحدث نتيجة تراكم المعلومات الجديدة وإضافتها إلى المعلومات التي سبق تعلمها، ولكنه يحدث عندما يتمكن المتعلم من ربط المعلومات الجديدة بالمفاهيم الموجودة في بنيته المعرفية، ويقصد بالبنية المعرفية للمتعلم الإطار العام الذي يتضمن معلومات الفرد الراهنة والذي يمكن أن يضيف إليه أي معلومات جديدة، وتتكون البنية المعرفية من مجموعة من المفاهيم العامة يليها مجموعة من المفاهيم الوسطية ثم المفاهيم الفرعية أو التحتية ... وهكذا، ولكل فرد بنيته المعرفية الخاصة به.
- أنماط التعلم في نظرية اوزوبل :

- البعد الأول : التعلم بالحفظ والتعلم ذو المعنى :
أ ) التعلم بالحفظ : ويحدث هذا التعلم عندما تكون المعلومات الجديدة التي يتعلمها الفرد يصعب ربطها بالمعلومات الموجودة في بنيته المعرفية ولذلك يلجأ المتعلم لحفظها وتخزينها بشكل عشوائي مما يسهل نسيانها , مثل يعلم الأسماء اللاتينية ورموز العناصر الكيمائية .
ب ) التعلم ذو المعنى : يحدث التعلم ذو المعنى عندما يتمكن الفرد من ربط المعلومات الجديدة بالمعلومات السابقة الموجودة في بنيته المعرفية , مثلا عندما يتعلم الفرد مفهوم الكثافة ويربطه بمفهومي الكتلة والحجم .
- البعد الثاني : التعلم بالاستقبال والتعلم بالاكتشاف :
أ ) التعلم بالاستقبال : ويحدث هذا التعلم عندما تقدم المعلومات للفرد بصورة منظمة وجاهزة وفي شكلها النهائي , وبالتالي لا يقوم المتعلم بأي نشاط في اكتشاف المعلومات الجديدة . مثل عندما يرجع الفرد إلى الكتاب المدرسي لقراءة ما به من معلومات جديدة .
ب ) التعلم بالاكتشاف : ويحدث عندما يقوم المتعلم بمجموعة من الأنشطة التعليمية بغرض اكتشاف المعلومات الجديدة المراد تعلمها واكتساب المهارات وغيرها .
- ونتيجة للتكامل بين الأنواع السابقة للتعلم تكونت أنماط التعلم الأربعة التالية عند اوزوبل :
- التعلم بالاستقبال القائم على المعنى : ويقدم فيه المحتوى العلمي جاهزا للفرد في شكله النهائي , ويقوم الفرد بربط المعلومات الجديدة بالمعلومات السابقة الموجودة في بنيته المعرفية .
- التعلم بالاستقبال القائم على الحفظ : وفيه تقدم المعلومات جاهزة للفرد في شكلها النهائي ويقوم الفرد بحفظها دون إمكانية ربطها بما لديه من معلومات سابقة في بنيته المعرفية .
- التعلم بالاكتشاف القائم على المعنى : ويقوم الفرد فيه بنشاط فعال في اكتشاف المعلومات الجديدة المراد تعلمها ويقوم أيضا بربطها بالمعلومات السابقة الموجودة في بنيته

المعرفية.
- التعلم بالاكتشاف القائم على الحفظ : ويقوم الفرد فيه باكتشاف المعلومات الجديدة المراد تعلمها , ولكن يصعب عليه ربطها بالمعلومات السابقة الموجودة في بنيته المعرفية وبالتالي يحفظها .

ويؤدي التعلم بالاستقبال القائم على المعنى والتعلم بالاكتشاف القائم على المعنى دورا كبيرا في تحقيق الكثير من أهداف تدريس العلوم .
- المفاهيم الأساسية في نظرية اوزوبل :

1-التعلم ذو معنى : يعد التعلم ذو معنى من المفاهيم الرئيسة في نظرية اوزوبل حيث يقوم المتعلم في هذا النوع من التعلم ببذل جهد واع لربط المعلومات الجديدة بالمعلومات الموجودة في البنية المعرفية له , ويتميز التعلم ذو معنى بمجموعه من المميزات أهمها:
- يبقى التعلم ذو المعنى في الذاكرة لمدة أطول في اغلب الأحيان .
- يزيد من قدرة الفرد على تعلم المزيد من المعلومات الجديدة .
- تترك المفاهيم التي يتم تعلمها بالتعلم ذي المعنى في حالة النسيان أثرا باقيا وهي هياكلها الأساسية .

ويتطلب التعلم ذي المعنى شرطين هما :
- الاستعداد الذهني للمتعلم لمثل هذا النوع من التعلم .
- أن تكون المعلومات ذات معنى للمتعلم , وتكون مرتبة منطقيا وتتاح للمتعلم ربطها بالمعلومات الموجودة في البنية المعرفية ربطا جوهريا وطبيعيا .

2-البنية المعرفية : هي إطار تنظيمي للمعرفة المتوفرة عند الفرد في الموقف الحالي وهذا الإطار يتألف من الحقائق والمفاهيم والمعلومات والتعميمات والنظريات والقضايا التي تعلمها الفرد ويمكن استدعائها واستخدامها في الموقف التعليم المناسب وهذا يعني أن الإطار التنظيمي الجيد للبنية المعرفية يتميز بالثبات الوضوح واليسر في المعالجة والعكس من ذلك يدعو لعدم ثبات المعلومات وعدم القدرة على استدعاء ومعالجة المعلومات أو الاحتفاظ بها مما يؤدي لإعاقة وتعطيل التعلم .
3-المنظم المتقدم : وهو المعلومات التي يمهد بها المعلم للموضوع الجديد المراد تعليمه , ويجب أن يتصف المنظم المتقدم بالعمومية والشمولية والتجريد .
وهناك نوعين من المنظمات المتقدمة :
أ ) المنظم المتقدم الشارح : ويستخدم المعلم هذا النوع عندما تكون المعلومات المراد تعليمها للطلاب جديدة وغير مألوفة لديهم أو عندما يجد المتعلم صعوبة في ربط المعلومات الجديدة بالمعلومات الموجودة في بنيته المعرفية وبذلك يعمل المنظم الشارح كجسر للربط بين المعلومات الجديدة والمعلومات المتوفرة لدى المتعلم .
ب ) المنظم المتقدم المقارن : يستخدم المعلم هذا المنظم المتقدم عندما تكون المعلومات المراد تعليمها مألوفة نسبيا للمتعلم أو مرتبطة بالمعلومات الموجودة في بنيته المعرفية .
4-التمايز التدريجي : ويعد من أهم مفاهيم نظرية اوزوبل , حيث يرى انه يمكن تحليل أي فرع من فروع العلم إلى مفاهيم , وهكذا يمكن ترتيبها هرميا من المفاهيم الرئيسية في قمة الهرم إلى المفاهيم الأساسية التي تليها , ثم المفاهيم الفرعية أسفل الهرم .
5-التوفيق التكاملي : وهو عملية تكوين علاقات جديدة بين مجموعات مترابطة من المفاهيم وبالتالي ينتج عن هذه العملية معان جديدة لهذه المفاهيم , وذلك عن طريق إدراك المتعلم لأوجه الشبة والاختلاف بين مجموعة مترابطة من المفاهيم ومجموعة مترابطة أخرى من المفاهيم , ويساعد على دمج معارف الطلاب دمجا حقيقيا مع معلوماتهم السابقة .
6-التعلم الفوقي :
يحدث التعلم الفوقي عندما يتعلم التلميذ أن الكلب والقط والإنسان كلهم من الثدييات كما ينتج التعلم الفوقي أيضاً من التمايز التدريجي لبنية المعرفية حيث تكتسب المفاهيم الفوقية معاني جديدة
7-التنظيم المتسلسل :
التنظيم المتسلسل الهرمي يقصد به تنظيم البنية المعرفية في ذهن المتعلم كان يبدأ الترتيب من الأعم للأخص .... وهكذا
- خرائط المفاهيم :

- مفهوم خرائط المفاهيم :
تعد خرائط المفاهيم إحدى تطبيقات نظرية اوزوبل في التعلم ذي المعنى , حيث استطاع نوفاك وجوين الاستفادة من أفكار هذه النظرية في اقتراح طريقة مبتكرة في تدريس العلوم هي طريقة خرائط المفاهيم Concept Mapping
وخرائط المفاهيم تعد تمثيلا لبنية المفاهيم في بعدين :
الأول : ترتيب المفاهيم في إطار هرمي بحيث توضع المفاهيم الرئيسية في قمة الهرم تليها المفاهيم الوسطية ثم المفاهيم الفرعية أسفل الهرم .
والثاني : وجود الروابط العرضية بين المفاهيم التي تجعل التعليم ذي معنى( التوفيق التكاملي ) .
مما سبق يتضح : أن خريطة المفاهيم عبارة عن رسم تخطيطي ينظم المفاهيم التي يتضمنها المفهوم العام في شكل هرمي يتدرج من العمومية في القمة إلى الخصوصية في القاعدة مع وجود روابط لتوضيح العلاقات المتسلسلة القائمة بين هذه المفاهيم .
- أساليب استخدام خرائط المفاهيم في تدريس العلوم :

1-تقديم خرائط المفاهيم كمنظم تمهيدي قبل الدرس : يمكن أن يستخدم المعلم خرائط المفاهيم كمنظم متقدم يمهد بواسطتها للموضوع الجديد المراد تدريسه , حيث تعمل هذه الخريطة كجسر ربط بين المعلومات الجديدة والسابقة للمتعلم .
2-تقديم خرائط المفاهيم كمراجعة بعد الدرس : يمكن أن يستخدم معلم العلوم خرائط المفاهيم كمراجعة للموضوعات التي سبق دراستها .
3-تقديم خرائط المفاهيم خطوة خطوة متلازمة مع شرح المعلم :
بحيث تنمو الخريطة مع نمو الشرح , وقد يستخدم المعلم في ذلك شفافيات جهاز العرض فوق الرأس أو جهاز الكمبيوتر أو غيرها , وتشير الأبحاث إلى فاعلية هذا الأسلوب في تحقيق الكثير من أهداف تدريس العلوم .
4-تدريب الطلاب على إعداد خرائط المفاهيم : يمكن تدريب الطلاب على إعداد خرائط المفاهيم بأنفسهم تحت إشراف المعلم , حيث تساعد على تطوير الإبداع لدى الطلاب .
5-استخدام خرائط المفاهيم في التقويم : حيث يطلب المعلم من الطالب إعادة خريطة مفاهيم للموضوع الذي درسه , أو تقديم خريطة مفاهيم للطالب بها بعض الأماكن الشاغرة ويطلب من الطالب إكمالها .
6-استخدام خرائط المفاهيم في تصميم التعليم : يمكن أن يخطط وينظم المعلم الموضوعات التي يقوم بتدريسها وذلك باستخدام خرائط المفاهيم في تصميم المواقف التعليمية حيث يقوم التعلم بإعداد خرائط مفاهيم لكل وحدة من وحدات المنهج الدراسي , حيث تمثل هذه الخرائط البنية المعرفية للمعلومات الواردة بهذه الوحدة .
- خطوات التدريس باستخدام خرائط المفاهيم :

يسير التدريس باستخدام خرائط المفاهيم وفق الخطوات التالية :
1-تقديم المفهوم : يقوم المعلم في هذه الخطوة بتقديم المفهوم للطلاب , وذلك باستخدام أي طريقة من طرق العرض أو التدريس ومقارنة هذا المفهوم بما لدى الطلاب من مفاهيم أوليه . ويستغرق تقديم المفهوم حوالي 10 دقائق من وقت الحصة .
2-تحديد موقع المفهوم بالنسبة للمفاهيم الأولى : وذلك بتحديد المفاهيم الموجودة في الموضوع وترتيبها تنازليا من العام إلى الخاص أي ترتيبها هرميا , وتكوين الارتباط بين المفهوم والمفاهيم الأدنى واستخدام كلمات الربط المناسبة ورسم الخريطة , وتستغرق هذه الخطوة حوالي 30 دقيقة .
3-تحديد العلاقات العرضية بين المفاهيم : وذلك بتحديد العلاقات العرضية بين المفاهيم في المستوى نفسه عن طريق وضع الأسهم وكتابة كلمات الربط اللازمة عليها , وإتاحة الفرصة للطلاب لرسم خريطة المفاهيم في كراساتهم , وتستغرق هذه الخطوة حوالي 5 دقائق .
- مميزات استخدام خرائط المفاهيم في تدريس العلوم :

1-التركيز على الأفكار الرئيسية للمفهوم الذي يقوم المعلم بتدريسه .
2-ربط المعلومات الجديدة بالمعلومات الموجودة في البنية المعرفية للمتعلم .
3-تطوير الإبداع لكل من المعلم والطلاب من خلال إعداد تصميمات مختلفة لخرائط المفاهيم.
4-الكشف عن أنماط الفهم الخطأ عن المفهوم لدى الطلاب .
5-توفير مناخ جماعي أثناء اشتراك الطلاب في تصميم الخرائط .
- كيفية تقدير خرائط المفاهيم :

قدم نوفاك أسلوبا لتقدير خرائط المفاهيم كالتالي :
1-العلاقات أو القضايا : درجة واحدة لكل فكرة أو قضية صحيحة , ويعبر عن الفكرة بالخطوط الواصلة بين المفاهيم من مستوى لمستوى آخر .
2-التسلسل الهرمي : توضع خمس درجات لكل مستوى صحيح من التسلسل الهرمي .
3-الروابط العرضية : توضع عشر درجات لكل رابطة عرضية صحيحة .
4-الأمثلة : توضع درجة واحدة لكل مثال صحيح .
- ملاحظات على استخدام خرائط المفاهيم :

1-قد ينشغل الطلاب بشكل الخريطة أكثر من اهتمامهم بالمفاهيم .
2-قد يصمم بعض المعلمين خرائط مفاهيم معقدة تزيد من صعوبة الموضوعات .
3-يعتقد بعض الطلاب حديثي العهد بخرائط المفاهيم أن هناك صعوبة في تصميم هذه الخرائط .
- خريطة الشكل ( V ) :

- مفهومها :
تعد خريطة الشكل ( V ) تطبيقا آخر لأفكار نظرية اوزوبل في التعلم ذي المعنى , وهي تؤكد على ربط الجانبين المعرفي والعملي فيما يتصل بالتعامل مع الحوادث والظواهر , حيث يكتسب الجانب العملي معنا عند ارتباطه بالبنية المعرفية السابقة للمتعلم .
- فخريطة الشكل ( V ) عبارة عن أداة تعليمية على شكل الحرف ( V ) توضح التفاعل القائم بين البناء المعرفي ( النظري ) لفرع من فروع المعرفة والبناء الإجرائي ( العملي ) له حيث توجد الأحداث والأشياء في بؤرة الشكل ( V ) .
- وبشكل أكثر تفصيل تتكون خريطة الشكل ( V ) من المكونات الرئيسية الأربعة :

1-السؤال الرئيسي : يقع في قمة الخريطة وهو يقود المتعلم إلى فحص الأشياء والأحداث واستدعاء المعلومات الموجودة في بنيته المعرفية .
2-الأشياء والأحداث : يقصد بها الأدوات والمواد المتعلقة بالجانب العملي لموضوع الدراسة , ولكن الأحداث عبارة عن الأفعال التي تتم في الدراسة المعملية ويقوم المتعلم بتسجيل مشاهداته لها.
3-الجانب الأيسر ( الجانب المفاهيمي ) : يشمل المفاهيم والمبادئ والنظريات المرتبطة بالسؤال الرئيسي .
4-الجانب الأيمن ( الجانب الإجرائي ) : ويشمل على التسجيلات والتحويلات والمعارف المستخلصة والقيم المستخلصة :
- التسجيلات : ويتم الحصول عليها من ملاحظة الطلاب للأحداث والأشياء في المواقف التعليمية وتسجيل البيانات .
- التحويلات : يتم الحصول عليها بتحويل التسجيلات التي تم ملاحظتها لجعلها أكثر انتظاما وأكثر معنى , بحيث يمكن الإفادة منها , وتوضع التحويلات في صورة جداول أو خرائط أو رسوم بيانية أو إحصاءات .
- المعارف المستخلصة : يتم الحصول عليها من التحويلات التي تم الوصول إليها , حيث تتفاعل المفاهيم والمبادئ المستخدمة والتحويلات والتسجيلات التي تم مشاهدتها عن الأحداث والأشياء لتكوين المعارف المستخلصة التي تجيب عن السؤال الرئيسي .
- القيم المستخلصة : وهي الإفادات التي تعتمد على المعارف المستخلصة وتبين قيمة المواقف وكفاءتها .

- متطلبات استخدام خريطة الشكل ( V ) في تدريس العلوم :
1-إلمام المعلم والطالب بمكونات الخريطة وكيفية بنائها .
2-وجود خلفية علمية ذات كفاية عالية لدى الطلاب تسمح ببناء الجانب المفاهيمي للخريطة .
3-تمكين الطلاب من عمليات العلم كالملاحظة والقياس والتصنيف والاستنتاج وفرض الفروض وتفسير البيانات حتى يستطيع القيام بالتسجيلات والتحويلات في الخريطة .
4-توفر المواد والأجهزة المعملية والعينات المطلوبة في معمل العلوم حتى يتسنى للطلاب القيام بالأنشطة .
- كيفية التدريس باستخدام خريطة الشكل ( V ) :

1-صياغة السؤال الرئيس : يتم مناقشة الطلاب في السؤال الرئيسي بعد التمهيد له , وبالتالي تحديد السؤال وكتابته في أعلى الخريطة .
مثال : مم يتركب فطر عفن الخبز ؟
2-تحديد الأشياء والأحداث : يقصد تحديد الأدوات المستخدمة في الدراسة العملية , مثل : شرائح زجاجية – محلول يود – قطعة خبز عليها عفن خبز ...... الخ .
أما الأحداث فهي الأنشطة التي يقوم بها الطلاب .
مثال : إعداد شريحة لفطر عفن الخبز .
استخدام الميكروسكوب في فحص فطر عفن الخبز .
3-تحديد التسجيلات : حيث يقسم الطلاب إلى مجموعات ( 3 - 5 طلاب في المجموعة ) وتوزع عليهم الأدوات ويطلب منهم تسجيل ملاحظاتهم خلال الأنشطة المعملية على الخريطة .
مثال : رسم فطر عفن الخبز من خلال مشاهدة الفطر تحت الميكروسكوب .
4-تحديد المفاهيم والمبادئ : ويتم هنا استخراج المفاهيم والمبادئ المرتبطة بالسؤال الرئيسي للدرس ومناقشة الطلاب فيها , وتسجيل هذه المفاهيم في الخريطة .
مثال : مفاهيم : الفطريات – العفن – الترمم – الجراثيم ... الخ.
أما المبادئ مثل :
-تتغذى الفطريات تغذية غير ذاتية عن طريق الترمم .
-لا تحتوي الفطريات على بلاستيدات خضراء .
5-تحديد التحويلات : يتم في هذه الخطوة تحويل التسجيلات التي تم ملاحظتها إلى صورة لا معنى لها.
6-تحديد المعارف المستخلصة : ويتم تحديدها من التحويلات والتي تجيب عن السؤال الرئيسي مثل :
- يتكون فطر عفن الخبز من خيوط أنبوبية تحمل حوافظ جرثومية.
- فطر عفن الخبز عديد الخلايا .
ويقوم الطالب بتسجيل ذلك في الخريطة .
7-تحديد القيم المستخلصة : ويوجه الطالب إلى تحديد أوجه الإفادة من موضوع الدرس في الحياة وتسجيل ذلك في الخريطة .
مثل : فطر عفن الخبز مفيد للإنسان حيث يستخدم في صناعة الكورتيزون .
- استخدامات خريطة الشكل ( V ) :

1-تستخدم كأداة لبناء المناهج الدراسية .
2-تستخدم كأداة تدريسية , حيث تستخدم في تدريس المفاهيم العلمية كما سبق .
3-تستخدم كأداة تقويمية لأداء الطلاب كأن يطلب منهم تصميم خريطة الشكل ( V ) لموضوع محدد في العلوم , أو أن يقوم الطالب باستكمال الأماكن الشاغرة في الخريطة المعطاة له .